# Uster Technologies
Die Uster Technologies AG mit Sitz in Uster (Kanton Zürich) ist ein international tätiger Schweizer Hersteller von elektronischen Mess- und Qualitätssicherungssystemen für die Textilindustrie. Sie ging 2003 durch ein Management-Buy-out aus der Zellweger Luwa Gruppe hervor. Uster Technologies beschäftigt 650 Mitarbeiter und erwirtschaftete 2009 einen Umsatz von 101 und 2012 von 192,5 Millionen Schweizer Franken. Das Unternehmen war von 2007 bis 2012 an der Schweizer Börse SIX Swiss Exchange kotiert. Im Jahr 2012 hat Toyota Industries Corporation Uster Technologies übernommen und zu einer eigenständigen Tochtergesellschaft gemacht.

## Tätigkeitsgebiet
Das Unternehmen bietet Systeme und Dienstleistungen zur Qualitätssicherung, welche bei der Herstellung und Verarbeitung von rohen Textilfasern wie Baumwolle, Wolle oder synthetischen Garnen bis hin zum fertigen Gewebe verwendet werden.

## Geschichte
Der Geschäftsbereich Zellweger Uster entstand 1944, als das 1875 ursprünglich unter dem Namen Lufttelegraphen-Werkstätte gegründete Unternehmen Zellweger in die Textilindustrie einstieg. Im Jahr 2003 übernahm das Management zusammen mit durch Private-Equity-Gesellschaften vertretenen Fonds die Textildivision der damaligen Zellweger Luwa Gruppe und nannte die neue Firma Uster Technologies AG.
Im Oktober 2007 wurde das Unternehmen durch einen IPO an die Börse gebracht. Toyota Industries Corporation kam erst als Investor dazu und übernahm 2012 die Mehrheit der Aktien, gliederte Uster Technologies in den Konzern ein.